# St.-Louis-Familie
Die St. Louis-Familie (St. Louis crime family), bzw. Giordano-Familie, ist eine italo-amerikanische Mafiafamilie der La Cosa Nostra mit Hauptsitz in St. Louis, Missouri. Die Familie gehört heute mit etwa zehn Vollmitgliedern und etwa 25–30 Assoziierten zu den kleinsten Familienclans der La Cosa Nostra. Über ihren aktuellen Zustand – und ob sie überhaupt noch eigenständig existiert – ist wenig bekannt.

## Geschichte

### Die Anfänge
Aktivitäten von Mobstern und deren Banden in St. Louis, welche der Mafia zugeordnet werden können, lassen sich bis Mitte der 1880er Jahre zurückverfolgen.
Als erster Boss einer Bande – die als Kern der  St. Louis-Familie betrachtet wird – kann Dominick Giambrone gelten, der 1910 seine Leute anführte, aber es waren noch andere italo-amerikanische Gangster – gerade während der Alkoholprohibition in den Vereinigten Staaten – in der Stadt tätig.
- The Green Ones; eine sizilianische Bande um Vito Giannola.
- The Russo Gang: eine Splittergruppe der Green Ones, angeführt von Tony Russo.
- The Pillow Gang; eine Italienische Bande um Pasquale Santino.

Neben diesen kleinen italienischen Banden waren aber insbesondere irischen Banden: Egan's Rats, Hogan Gang, die Shelton-Brother-Gang und The Cuckoos und davon beherrschten bis 1924 insbesondere die Egan Rat's die Stadt; Anführer Thomas „Tom“ Egan war ein gewählter Kommunalpolitiker.
Diese sieben Banden kämpften zu Anfang der Prohibition um Marktanteile und Gebiete; während dieser Zeit traten die kleinen italienischen Banden weder als einheitliche Gruppe auf, noch war etwas von einem Zusammenhalt als Teil einer „La Cosa Nostra“ zu bemerken.
Vito Giannola und danach Frank Agrusa – Nachfolger Dominick Giambrone – begannen sich durchzusetzen. Als Vito Giannola 1927 ermordet wurde, verließen die verbliebenen Mitglieder der Green Ones die Stadt. 1928 gaben die verbliebenen Russo-Brüder auf.
Auch Pasquale Santino war 1927 umgebracht worden; die Pillow Gang hielt sich aber noch bis 1931 unter ihrem neuen Anführer Carmelo Fresina, bis auch dieser 1931 ermordet wurde. Unter Oberhaupt Thomas Buffa wurden offenbar die Reste der Pillow Gang übernommen. Dieser geriet aber selbst in Schwierigkeiten, floh aus der Stadt und wurde 1943 in Lodi (Kalifornien) ermordet.
Nachdem Underboss Vincenzo „Vincent“ Chiapetta im Jahr 1950 kurzzeitig Boss der Familie wurde, übernahm John Joseph Vitale dessen Posten und blieb 30 Jahre, bis zum Jahr 1980 Underboss.

### Anthony Giordano und das Detroit Partnership
Nach dem Tod von Anthony „Tony Lap“ Lopiparo im Jahr 1960, wurde Anthony „Tony G.“ Giordano dessen offizieller Nachfolger als Boss.
In den 1970er Jahren versuchte Giordano zusammen mit Anthony Joseph Zerilli – dem Actingboss der Zerilli-Familie (Detroit crime family) – die Kontrolle über das Kasino  New Frontier  in Las Vegas zu übernehmen. Giordano wurde diesbezüglich im Jahr 1975 verurteilt und inhaftiert und sein Neffe Vincenzo „Jimmy“ Giammanco wurde währenddessen zum Actingboss ernannt, bis Giordano im Jahr 1977 wieder entlassen wurde. Drei weitere Jahre blieb er Oberhaupt der Familie, bis er am 29. August 1980 an Krebs starb.

### Vitale und Trupiano
Nachfolger von Anthony Giordano wurde dessen Underboss John Joseph Vitale, bis er aber bereits am 5. Juni 1982 eines natürlichen Todes starb.
Matthew Trupiano, Jr. wurde das neue Oberhaupt der Familie mit Joseph Cammarata als seinen Underboss. Er war ein Geschäftsmann und Präsident der Gewerkschaft Local 110, welche von der Giordano-Familie kontrolliert wurde. Da Trupiano somit eine Leitende Figur der Gewerkschaftsarbeit war, konnte ihn die Staatsanwaltschaft bezüglich Veruntreuung von Gewerkschaftsgeldern anklagen und im Juni 1992 wurde er aufgrund der Strafanzeige, von seinem Amt als Präsident der Local 110 entbunden.
Im Oktober 1992 wurde Trupiano wegen illegalen Glücksspiels für schuldig befunden und zu 30 Monaten Gefängnis verurteilt. Aufgrund seines schlechten Gesundheitszustands wurde Trupiano aber nach 16 Monaten vorzeitig aus dem Gefängnis entlassen. Am 22. Oktober 1997 starb Trupiano an einem Herzinfarkt und Anthony M. „Nino“ Parrino wurde bis zu seinem Tod im Jahr 2014, Nachfolger von Trupiano.

## Historische Führung

### Oberhaupt der Familie
Nicht immer ist das Oberhaupt einer Familie so eindeutig zu identifizieren; insbesondere, wenn durch eine Haftstrafe ein anderes Familienmitglied in den Vordergrund rückt. Die Betrachtung von außen macht es nicht immer einfach, ein neues Oberhaupt als solches zu erkennen bzw. dessen genaue Amtszeit festzustellen. Außerdem scheint sich gewissermaßen ein Präsidialsystem durchzusetzen; d. h. das Oberhaupt verlagert seine Macht mehr auf einen sogenannten „acting boss“ und/oder „street boss“, die ihrerseits wiederum das Oberhaupt als solches weiter anerkennen, auch wenn es zum Beispiel in Haft sitzen sollte.
| Zeitraum  | Name                         | Spitzname | Lebenszeit | Todesursache              | Anmerkung                  |
| --------- | ---------------------------- | --------- | ---------- | ------------------------- | -------------------------- |
| 1912–1923 | Dominick Giambrone           |           | 1876–1934  | 1934 ermordet             | geflohen                   |
| 1923–1927 | Vito Giannola                |           | ????–1927  | am 28. Dez. 1927 ermordet |                            |
| 1927–1937 | Frank Agrusa                 |           | ??–1940er  | ermordet                  |                            |
| 1937–1943 | Thomas Buffa                 | Tom       | ????–1947  | am 27. Mär. 1947 ermordet | geflohen                   |
| 1943–1950 | Pasquale Miceli              |           | ????–1950  |                           |                            |
| 1950–1950 | Vincenzo „Vincent“ Chiapetta |           | 1886–1970  |                           |                            |
| 1950–1960 | Anthony Lopiparo             | Tony Lap  | ????–1960  |                           |                            |
| 1960–1980 | Anthony Giordano             | Tony G.   | 1915–1980  | Krebs                     | 1975–1977 inhaftiert       |
| 1980–1982 | John Joseph Vitale           | Johnny V. | 1909–1982  | natürlicher Tod           |                            |
| 1982–1997 | Matthew M. Trupiano, Jr.     | Mike      | 1938–1997  | Herzinfarkt               | Neffe von Anthony Giordano |
| 1997–2014 | Anthony M. Parrino           | Nino      | 1930–2014  | natürlicher Tod           |                            |

Acting Boss
- 1975–1977: Vincenzo Giammanco; Spitzname: „Jimmy“; Neffe von Anthony Giordano

### Underboss der Familie
Der Underboss ist die Nummer zwei in der Verbrecher-Familie, er ist der stellvertretende Direktor des Syndikats. Er sammelt Informationen für den Boss, gibt Befehle und Instruktionen an die Untergebenen weiter. In Abwesenheit des Bosses führt er die Organisation an.
| Zeitraum     | Name                         | Spitzname | Lebenszeit | Todesursache              | Anmerkung                  |
| ------------ | ---------------------------- | --------- | ---------- | ------------------------- | -------------------------- |
| 1912–1923    | Vito Giannola                |           | ????–1927  | am 28. Dez. 1927 ermordet | wurde 1923 Boss            |
| 1923–1927    | Alfonse Palazzolo            |           |            | am 9. Sep. 1927 ermordet  |                            |
| 1927–1937    | Thomas Buffa                 | Tom       | ????–1947  | am 27. Mär. 1947 ermordet | wurde 1937 Boss            |
| 1937–1943    | Pasquale Miceli              |           | ????–1950  |                           | wurde 1943 Boss            |
| 1943–1950    | Vincenzo „Vincent“ Chiapetta |           | 1886–1970  |                           | wurde 1950 Boss            |
| 1950–1980    | John Joseph Vitale           | Johnny V. | 1909–1982  | natürlicher Tod           | wurde 1980 Boss            |
| 1980–2000er  | Joseph Cammarata             | Uncle Joe | 1924–2013  |                           |                            |
| 2000er-heute | Vincent Giordano             | Vince     | ????-heute |                           | Neffe von Anthony Giordano |

### Consigliere der Familie
Auf derselben Ebene wie der Underboss steht der Consigliere, der Berater der kriminellen Familie. Es handelt sich meist um ein älteres Mitglied der Familie, das in seiner kriminellen Karriere die Stellung des Bosses nicht erreicht und sich nun teilweise von der aktiven kriminellen Tätigkeit zurückgezogen hat. Er berät den Boss und den Underboss und hat dadurch einen beträchtlichen Einfluss und erhebliche Macht.
| Zeitraum   | Name               | Spitzname | Lebenszeit | Todesursache    | Anmerkung       |
| ---------- | ------------------ | --------- | ---------- | --------------- | --------------- |
| 1950–1960  | Ralph Caleca       | Shorty    | 1900–1988  | natürlicher Tod | zurückgetreten  |
| 1960–1982  | Joseph Pisciotta   |           | ???–2012   | natürlicher Tod | zurückgetreten  |
| 1982–1997  | Anthony M. Parrino | Nino      | 1930–2014  | natürlicher Tod | wurde 1997 Boss |
| 1997–2001  | Vincent Giordano   |           | ????-heute |                 |                 |
| 2001–heute | Giacomo Parrino    | Jackie    | ????-heute |                 |                 |